# Tamura Ransui

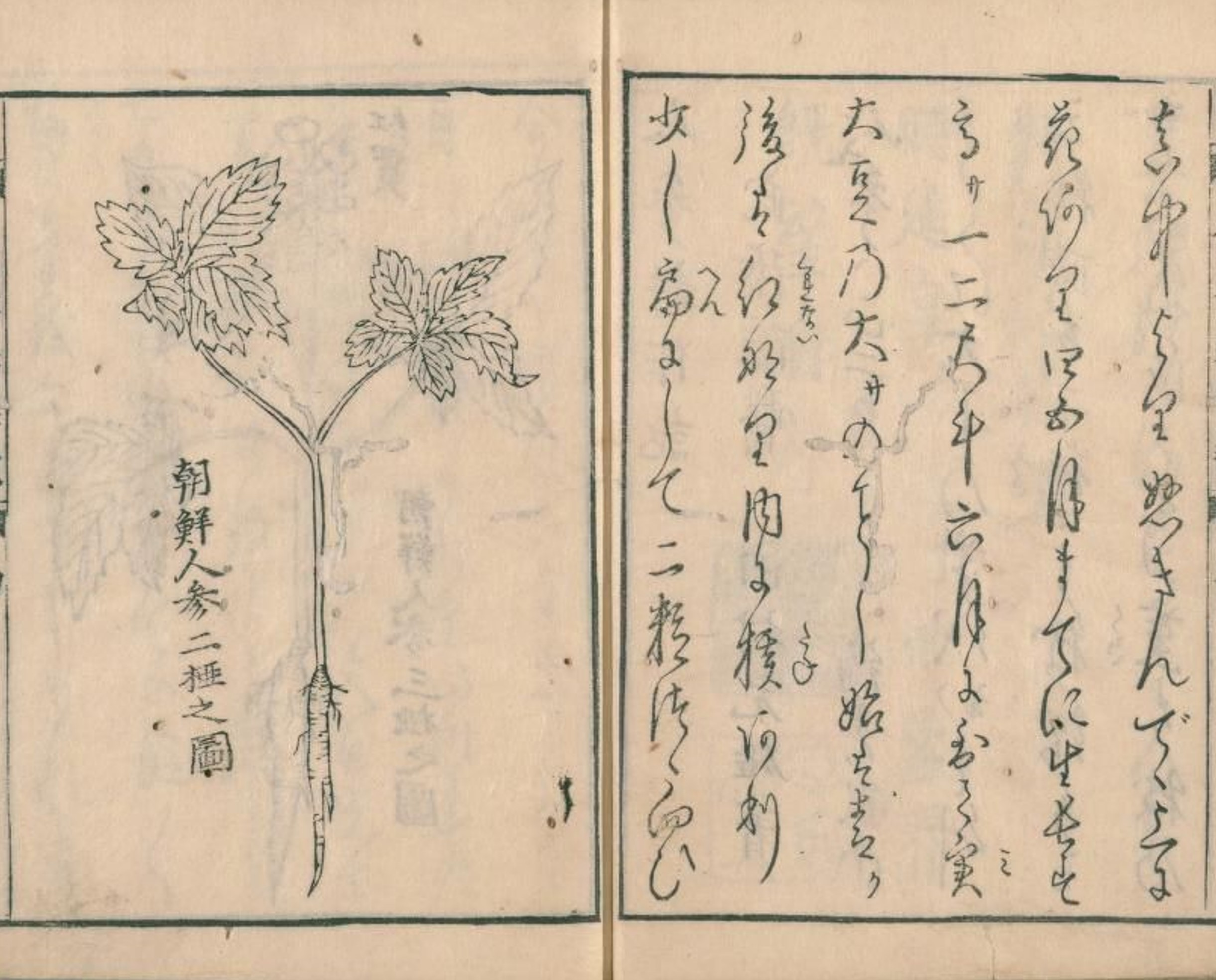
Seiten aus den „Aufzeichnungen über den Anbau von Ginseng“

Tamura Ransui (japanisch 田村 濫水; geboren 1718 in Edo (Provinz Musashi); gestorben 10. Mai 1776) war ein japanischer Mediziner und Gelehrter der Kräuterkunde.

## Leben und Wirken
Tamura Ransui war ein Gelehrter der Kräuterkunde (本草学, Honzōgaku) in der Mitte der Edo-Zeit. Sein richtiger Nachname war Sakanoue (坂上), sein Vorname war Noboru (登). Allgemein wurde er Motoo (元雄) genannt, und „Ransui“ war sein Gelehrtenname. Er war ein in Edo geborener normaler Stadtarzt, erlernte die Kräuterkunde unter Abe Shōō (？–1753). Er erregte mit seinen Forschungen zu medizinischem Ginseng Aufmerksamkeit und wurde 1754 zum medizinischen Berater (幕府医官) des Shogunats ernannt, um das Anbaugebiet für koreanischen Ginseng in Nikkō zu verwalten.
In der zweiten Hälfte seines Lebens befasste sich Tamura mehr allgemein mit der Naturgeschichte. Das Treffen „Yakuhin-kai“ (薬品会), das auf die Anregung seines Schülers Hiraga Gennai (1728–1780) 1757 im Stadtteil Yushima (湯島) von Edo abgehalten wurde, war das erste landesweite Treffen der Kräuterkundler. In einer Zeit, in der es schwierig war, frei zu reisen, erleichterte das Projekt, das Produkte aus verschiedenen Ländern zusammenführte. Die gemeinsame Forschung zwischen den Kräuterkundigen und fand großen Anklang in der breiten Öffentlichkeit. 1770 erschien Japans erstes botanisches Werk „Ryūkyū sanbutsu–shi“ (琉球産物志) über Produkte aus Okinawa.
Tamura Saiko (田村 西湖; 1745–1793), der älteste Sohn, und Kurimoto Tanshū (栗本 丹洲; 1756–1838), der zweite Sohn, waren ebenfalls Kräuterkundler. Zu seinen weiteren Schülern gehörten neben Hiraga Gennai Ōtsuki Gentaku, Sō Senshun (曾 占春; 1758–1834), Gōtō Mitsuo (後藤光生) und andere, so dass man sagen kann, dass die Blütezeit der Kräuterkunde und Naturgeschichte in Edo mit Tamura begann. Ransuis wissenschaftlicher Stil, das Sammeln von Medikamenten an verschiedenen Orten und die Betonung des Anbaus von Heilkräutern und der Verbreitung von Wissen, wurde von der Edo-Schule weiter vererbt. Später bezog sich Mori Risshi (森 立之; 1807–1885) auf ihn.
Tamura ist Autor von „Ninjin fu“ (人参譜) – „Ginseng Notizen“ 1738, „Ninjin kōsaku-ki“ (人参耕作記) – d 1748 und „Nakayama denshinroku bussan kō“ (中山伝信録物産考).